# Hakoili - girl in a box
Hakoili - girl in a box er en dansk animationsfilm fra 2012 med instruktion og manuskript af Maremi Watanabe.

## Handling
En coming-of-age historie i et sci-fi univers. Den unge pige Core bor sammen med sin robotfar på en sol. Med sin særlige evne skaber hun energi til universet. Hendes trivielle tilværelse bliver pludselig afbrudt, da et rumvæsen flyver ind i solen. Kærligheden spirer mellem de to, og Core må afgøre, om hun skal følge sin pligt eller sine egne drømme.